# Néstor Mazzini
Néstor Mazzini (Buenos Aires, 17 de mayo de 1963) es un director, guionista, productor y editor argentino. Ha trabajado en cine y televisión desde 1992. Fue productor de más de 25 series para señales públicas y educativas. Es reconocido por sus largometrajes Que lo pague la noche, 36 Horas, Cuando oscurece, y La mujer del río.

## Biografía
Estudió cine en el IDAC y tomó talleres de guion con Pablo Solarz y de puesta en escena con Rubén Szuchmacher.

## Premios y reconocimientos
- Premio a la Mejor Dirección – Festival de Cine Iberoamericano de Gramado 2022 (*Cuando oscurece*)[3]
- Premio a la Mejor Dirección – Festival de Cine de Trieste 2022 (*Cuando oscurece*)[4]
- Premio ACCA a la Mejor Película – BAFICI 26 (*La mujer del río*)[5]
- Premio a la Mejor Actuación – BAFICI 26, compartido por César Troncoso y Andrea Carballo (*La mujer del río*)[5]

## Trilogía Autoengaño
Sus películas 36 horas (2019), Cuando oscurece (2022) y La mujer del río (2025) conforman la Trilogía *Autoengaño*, donde explora, desde distintas formas narrativas, el modo en que los personajes niegan, distorsionan o reinventan la realidad como forma de sobrevivir.

## Filmografía destacada
- *Que lo pague la noche* (2004) – Largometraje de ficción. Estreno en el Festival de Cine de Mar del Plata.
- *Camino de cintura* (2010) – Cortometraje de ficción. Estreno en Kinoforum 21 (São Paulo).
- *36 horas* (2019) – Largometraje de ficción. Estreno internacional en la Seminci (Semana Internacional de Cine de Valladolid).  Protagonizada por César Troncoso, Andrea Carballo y Matilde Creimer Chiabrando.
- *Cuando oscurece* (2022) – Largometraje de ficción. Protagonizada por César Troncoso, Andrea Carballo y Matilde Creimer Chiabrando.
- *La mujer del río* (2025) – Largometraje de ficción. Coproducción Argentina–Uruguay. Protagonizada por César Troncoso, Andrea Carballo y Matilde Creimer Chiabrando.